# Нохимэ
Принцесса Но (яп. 濃姫 но:химэ либо нохимэ), также известная как Китё (яп. 帰蝶), была законной женой Оды Нобунаги, крупного даймё в период Сэнгоку в истории Японии. Её настоящим именем было Сайто Китё, но поскольку она приехала из провинции Мино, её чаще всего называли Нохимэ («Госпожа Мино»; Но является аббревиатурой от Носю (濃州), другого названия провинции Мино, а химэ означает «леди, принцесса, дворянка»). Она была известна своей красотой и умом.
Отцом Нохимэ был даймё Сайто Досан, а её мать была известна как Оми но Ката. Сама Но очень мало фигурирует в каких-либо исторических записях и имеется мало информации о датах её рождения или смерти, однако предполагаемые даты её рождения приходятся на 1533—1535 годы. Согласно одной исторической записи, Нохимэ была бесплодной и когда наложница Нобунаги, принцесса Кицуно, родила Оду Нобутаду, ребёнка передали Нохимэ, законной жене Нобунаги, чтобы она была наследницей Нобунаги.

## Брак с Нобунагой
В рассказах о Но говорится, что она была чрезвычайно умна и неописуемо красива. На их свадьбе Нобунага описал её, как обладающую «умом гения и внешностью богини». Она вышла замуж за Нобунагу в 1549 году, во время перемирия между их отцами — Одой Нобухидэ и Сайто Досаном.
Считается, что брак был политическим жестом, и между ними было мало настоящей любви. Хоть она и была его официальной женой, считалось, что Нобунага по настоящему любил свою наложницу Кицуно, которая родила ему его первого сына Нобутаду. Нохимэ так и не смогла зачать ребёнка от Нобунаги и считалось, что она бесплодна.

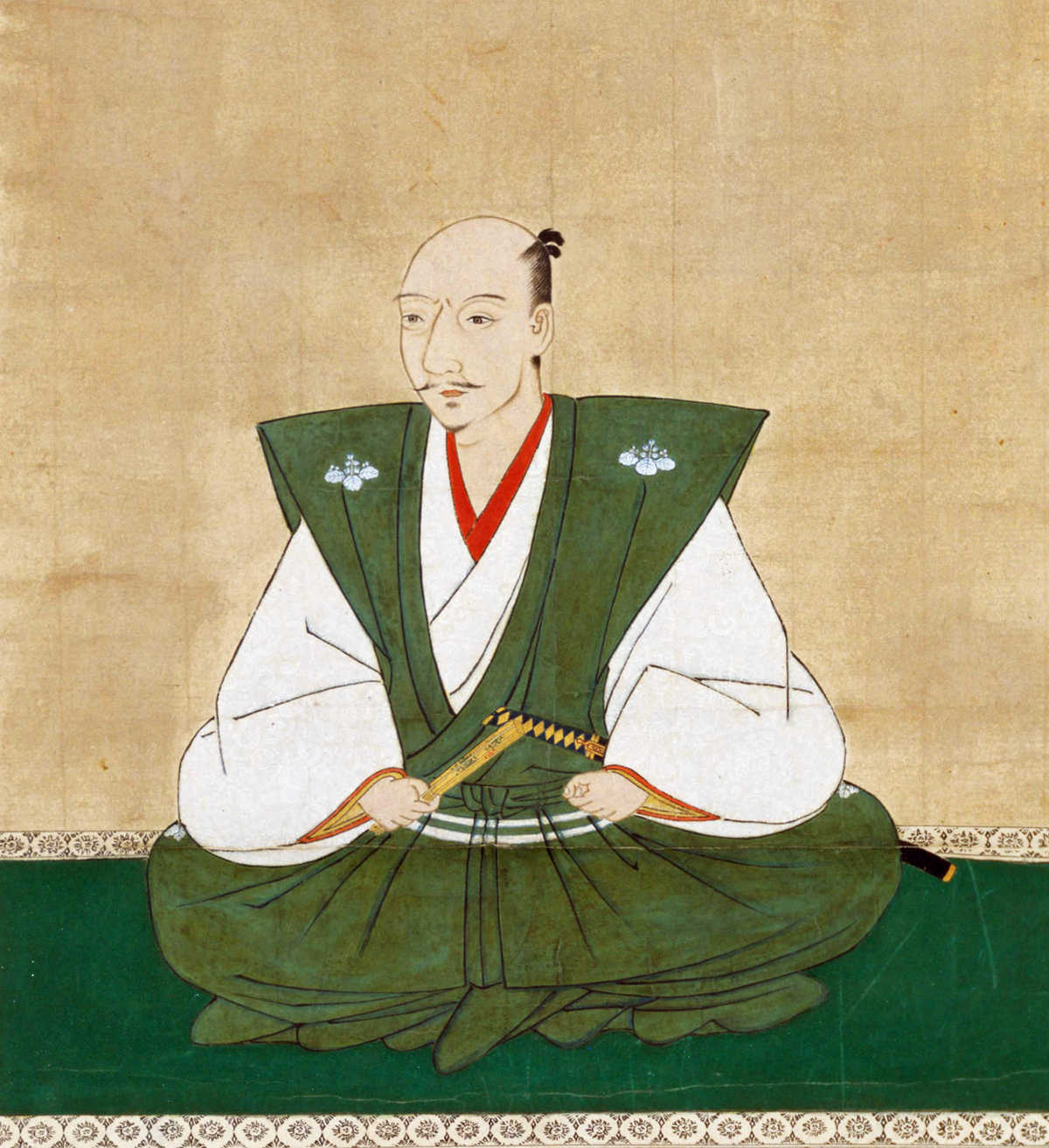
Ода Нобунага

Из-за отсутствия исторических записей, информации о том, что стало с Но или даже о дате её смерти, не так много. В целом можно сказать, что всё что известно о её жизни — представляет собой скорее смесь легенд, сказок и полуправды. Официальная могила Но находится в Сокен-ин (総見院), под храмом Дайтоку-дзи в Киото.

## Легенды и домыслы
Одна теория утверждает, что Но действовала в качестве шпионки или даже убийцы для своего отца. В то время жёны нередко передавали информацию своей девичьей семье. Учитывая репутацию Нобунаги, которого в то время звали неуправляемым «Дураком из Овари» (尾張の虚け овари-но уцукэ), Досану не составило бы труда заставить убить его, поскольку Нохимэ она умела владеть как мечом, так и разными боевыми искусствами.
Что касается её предполагаемой роли шпиона, существует популярная версия, в которой Нобунага намеренно предоставил Но ложную информацию о заговоре между двумя главными слугами её отца и их планах предать его. Её отец казнил обоих мужчин и таким образом ослабил себя, уничтожив верных ему людей.
В 1556 году отец Но был убит в результате переворота, совершенного его собственным сыном Ёситацу в провинции Мино. После этого ценность Нохимэ, как жены, резко упала. То, что она не могла забеременеть и подозрения в шпионаже играли против неё. Под её влиянием Ода Нобунага вторгся в Мино после того, как её брат убил её отца. В результате Ёситацу был казнен, а клан Сайто лишился своих владений.

### Инцидент в Хонно-дзи
Судьба Нохимэ неясна, но говорят, что она умерла в огне Хонно-дзи, сражаясь своей нагинатой с вражескими солдатами. Однако говорят, что ей удалось выжить в битве и спастись из пламени Киото живой.

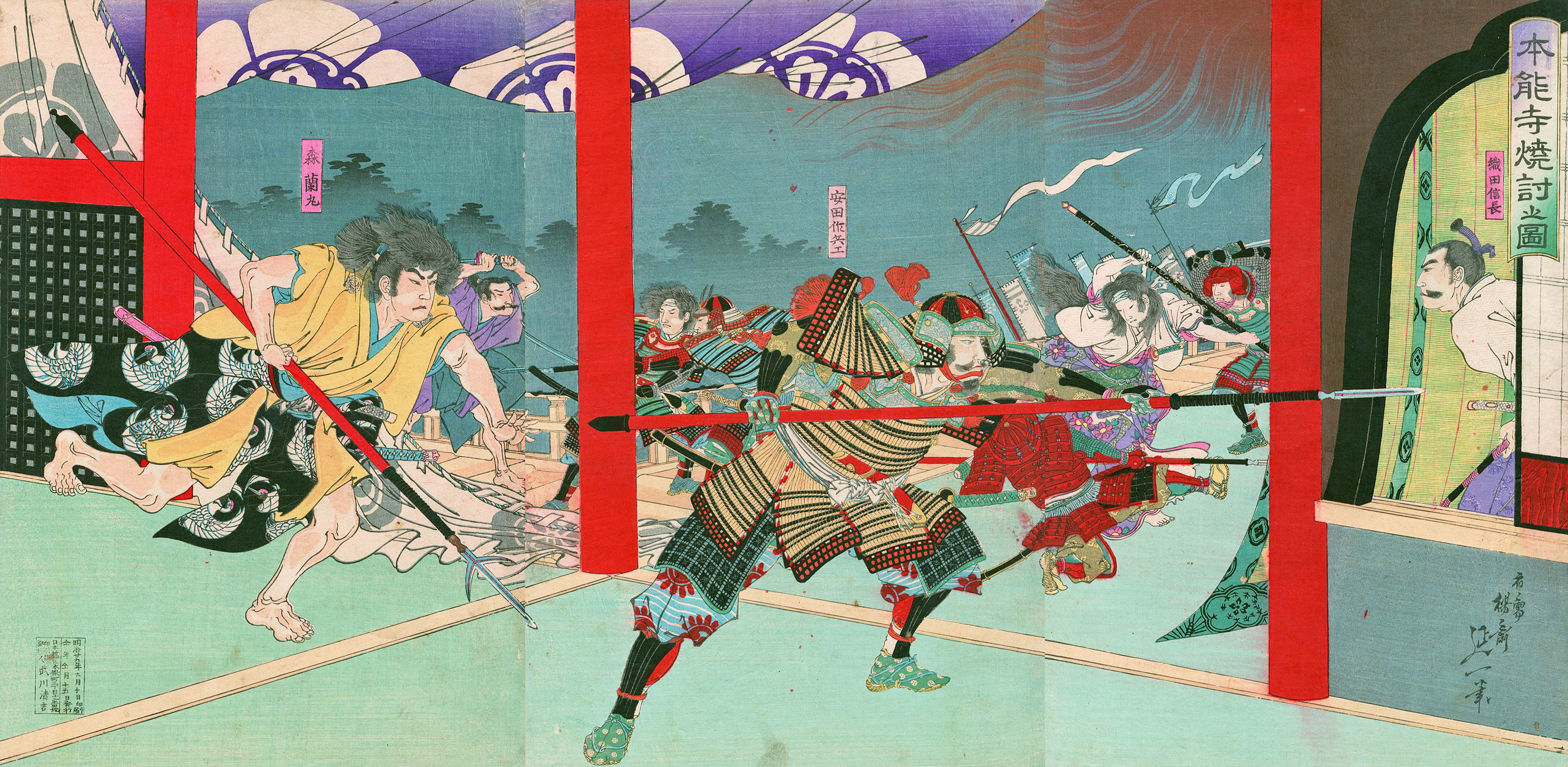
«Пылающий Хонно-дзи» (Нохимэ сражается нагинатой в центре справа)

После инцидента с Хонно-дзи, унесшего жизни Нобунаги и его сына Нобутады, никто не знал, куда пропала Но. Некоторые предполагают, что она умерла в Хонно-дзи, но женщину, которую якобы звали Но, некоторые считали проституткой на пенсии, которая нравилась Оде Нобунаге. Тем не менее, после инцидента все жёны и служанки Нобунаги были отправлены в замок Адзути, который был замком резиденции Нобунаги. Среди тех женщин была некая госпожа Адзути (安土殿 адзути-доно), которую забрал второй сын Нобунаги, Нобукацу. Широко распространено мнение, что госпожа Адзути на самом деле была замаскированной Но, поскольку она вскоре после этого исчезла ночью из замка.

### Другие теории выживания
Впоследствии часто ходили слухи, что она пыталась возродить клан своего отца в Мино под своим именем, но была убита убийцей, которого послал Акэти, следивший за ней с момента её побега из Хонно-дзи.
Наиболее распространено мнение о том, что после смерти Нобунаги она находилась под опекой своего приемного сына Нобукацу, пока он не был побежден Тоётоми Хидэёси, после чего находилась уже под опекой Тоётоми до своей смерти в 1612 году.

## В художественной литературе
- Во франшизе Samurai Warriors она изображается как знойная и смертоносная женщина, которая сражается, используя оружие ассасинов и бомбы. Её отношения с Нобунагой изображаются, как «ядовитая любовь»: Она всегда пытается убить своего мужа, а Нобунага считает это забавной игрой. Однако их отношения имеют тенденцию меняться в зависимости от игры.
- В игре Sengoku Basara и аниме-сериале она изображается красивой и элегантной женщиной, верной своему мужу, а в качестве оружия использует фитильные пистолеты, отбойные молотки и ружья.
- В игре Nioh она появляется как Юки-Онна. (В японском фольклоре Юки-Онна — это дух снега, связанный с исчезновением детей). В Nioh она была воскрешена главным антагонистом и была убита в битве один на один с главным героем после того, как его отправили в храм Хонно-дзи, чтобы разгадать тайну снега, который появился из ниоткуда в середине июня. В бою она использует магию льда и нагинату из льда. Она снова появляется в приквеле Nioh 2 как сводная сестра главного героя «Hide» и в конечном итоге умирает в инциденте с Хонно-дзи вместе со своим мужем Нобунагой.